# Burgess Hill
Burgess Hill ist eine Stadt im District Mid Sussex in der Grafschaft West Sussex in England. In Burgess Hill leben 28.803 Einwohner (Stand: 2001). Die Stadt gehört zur Gruppe der Fairtrade Towns.

## Lage
Die Stadt liegt 62 Kilometer südlich von London und 16 Kilometer nördlich von Brighton. In der Nähe befindet sich der Nationalpark South Downs, der 2011 offiziell eröffnet wurde.

## Geschichte
Der Name Burgess Hill geht vermutlich auf eine Familie „Burgeys“ zurück. Der Name taucht in den Steuerlisten Ende des 13. Jahrhunderts auf. Zwischen 1850 und 1880 wuchs die unbedeutende ländliche Siedlung zu einer Stadt mit 4500 Einwohnern. Den größten  Bevölkerungszuwachs erlebte die Stadt zwischen den Jahren 1951 und 1961. In dieser Zeit verdoppelte sich die Bevölkerung.

## Religion
Es gibt insgesamt zwölf Kirchen und sakrale Gebäude in der Stadt, von denen drei Kirchen zur Church of England gehören und die anderen neun verschiedenen Glaubensgemeinschaften dienen, darunter Baptisten, Methodisten, Pfingstlern, der römisch-katholischen Kirche, der Heilsarmee und den Zeugen Jehovas.

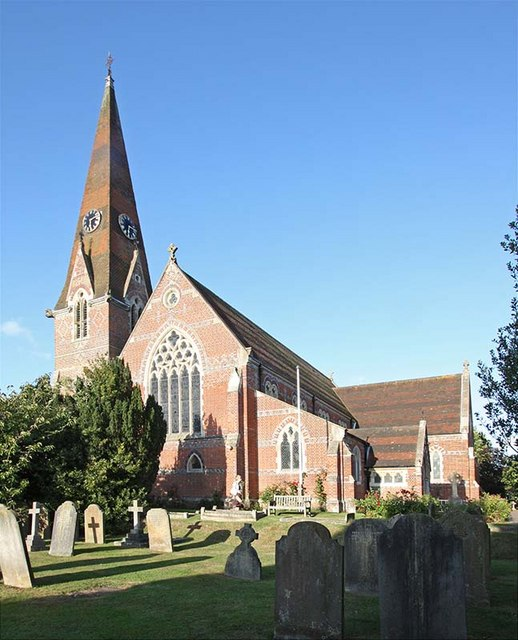
Anglikanische Kirche St. John the Evangelist
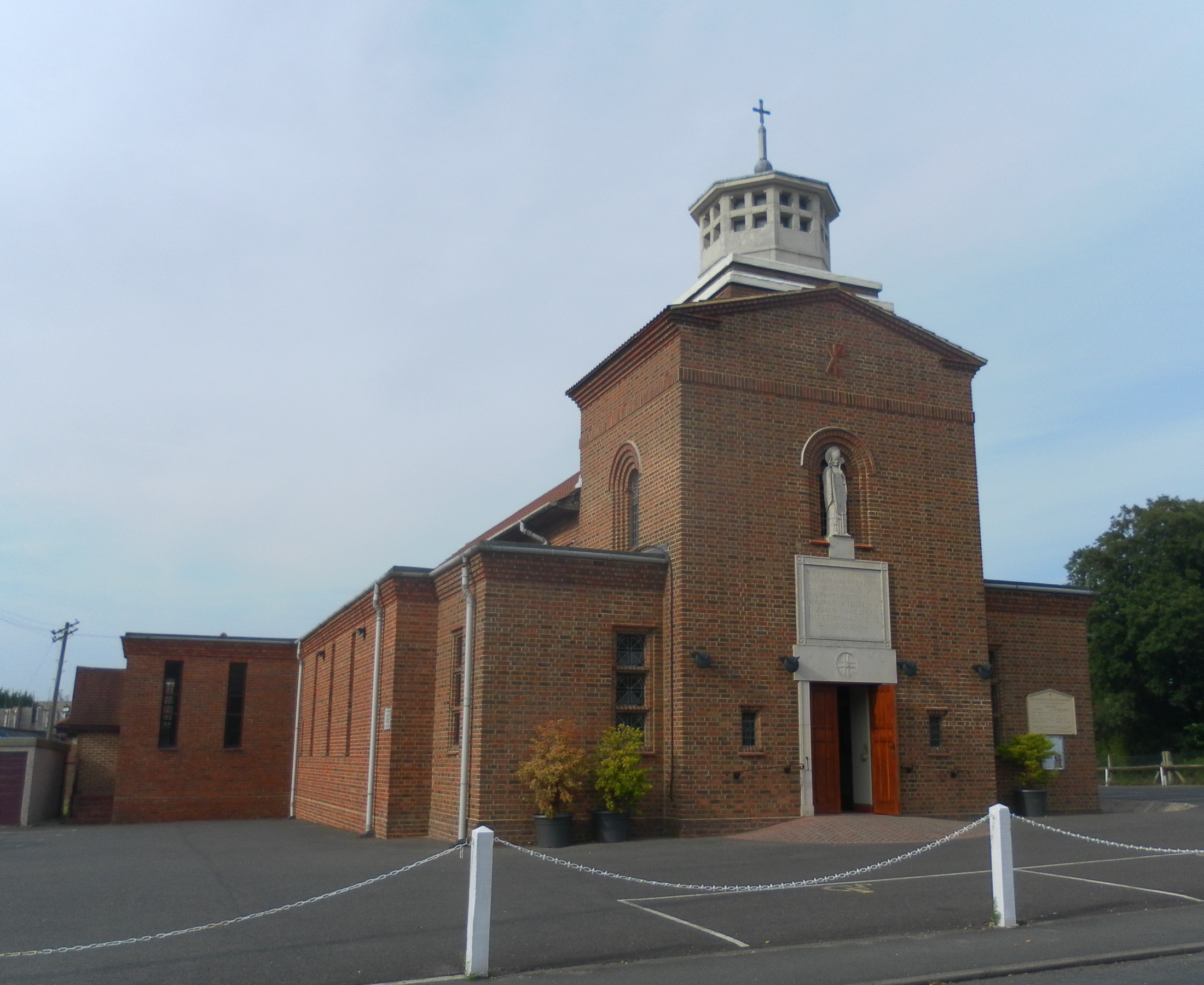
Katholische Kirche St. Wilfrid
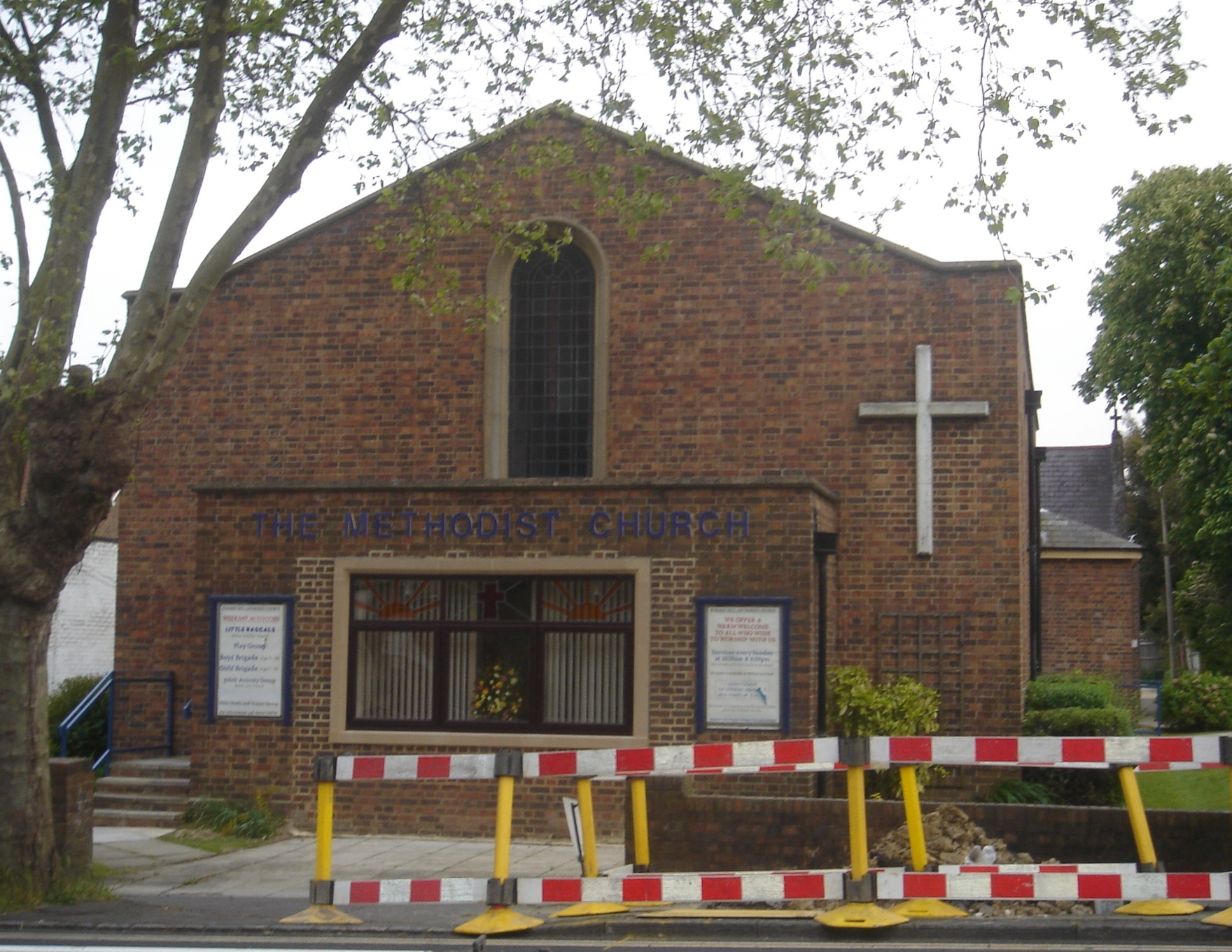
Methodistische Kirche Burgess Hill

## Städtepartnerschaften
Burgess Hill unterhält Städtepartnerschaften mit dem französischen Abbeville und der deutschen Stadt Schmallenberg.